# Miciurinske (Miciurinske), Bilohirsk
Miciurinske (în ucraineană Мічурінське) este localitatea de reședință a comunei Miciurinske din raionul Bilohirsk, Republica Autonomă Crimeea, Ucraina.

## Demografie
Componența lingvistică a localității Miciurinske
     Tătară crimeeană (49,83%)
     Rusă (46,1%)
     Ucraineană (3,26%)
     Alte limbi (0,12%)
Conform recensământului din 2001, nu exista o limbă vorbită de majoritatea populației, aceasta fiind compusă din vorbitori de tătară crimeeană (49,83%), rusă (46,1%) și ucraineană (3,26%).